# Batalla de Magdala
La batalla de Magdala se libró en abril de 1868 entre las fuerzas británicas y abisinios en Magdala, Etiopía, que en aquel momento era la capital de Abisinia (Imperio etíope). Los británicos fueron dirigidos por Robert Napier, mientras que los abisinios fueron conducidos por el emperador Teodoro II de Etiopía.
En marzo de 1866 el capitán Cameron, había sido enviado para asegurar la liberación de un grupo de misioneros que había sido capturado, cuando una carta que Teodoro II había enviado a la reina Victoria solicitando municiones y expertos militares de los británicos había quedado sin respuesta. Fueron puestos en libertad, pero Teodoro II cambió de opinión y envió una fuerza tras ellos y fueron devueltos a la fortaleza y encarcelados de nuevo, junto con el capitán Cameron.
Los británicos ganaron la batalla, y Teodoro se suicidó.
- Datos: Q947667
- Multimedia: Battle of Magdala / Q947667